# 1916-os Grand Prix-szezon
Az 1916-os Grand Prix-szezon volt a Formula–1 előtti éra tizenegyedik szezonja. Az első világháború miatt ismét csak az USA-ban rendeztek versenyt.

## Versenyek
| Verseny           | Helyszín     | Időpont      | Győztes versenyző           | Győztes konstruktőr | Összefoglaló |
| ----------------- | ------------ | ------------ | --------------------------- | ------------------- | ------------ |
| indianapolisi 500 | Indianapolis | Május 30.    | Dario Resta                 | Peugeot             | Összefoglaló |
| Vanderbilt-kupa   | Santa Monica | November 16. | Dario Resta                 | Peugeot             | Összefoglaló |
| amerikai nagydíj  | Santa Monica | November 18. | Howard Wilcox Johnny Aitken | Peugeot             | Összefoglaló |